# Landshövdingestallet

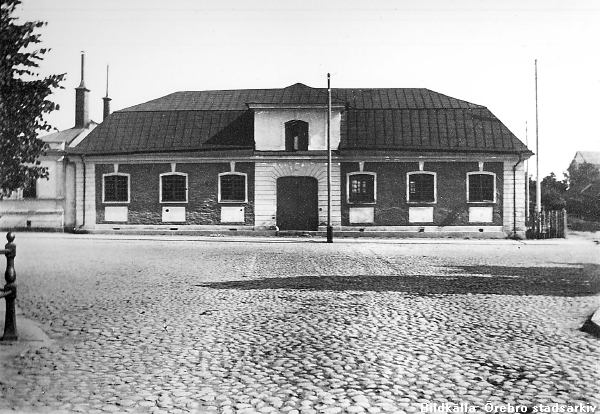
Landshövdingestallet vid Olaigatan, Örebro. Bilden är tagen år 1909. Stallporten, som senare murades igen, syns fortfarande.

Landshövdingestallet har adress Olaigatan 23 i Örebro. Stallet byggdes under åren 1768-1771 och ligger vid Kanslibrons norra fäste. Kanslibron hade några år tidigare (1766) fått sin nya skepnad i sten. Byggnaden användes fram till 1906 som stall för landshövdingens hästar, innan det 1907 övertogs av Karolinska läroverket. På grund av detta står det “MDCCCCVII” (1907, med Romerska siffror) inristat ovanför dörren in till byggnaden. Två klassrum och bibliotek inrymdes i lokalerna och idag används de som klassrum och lärararbetsrum. Idag bedriver skolan svenskundervisning för nyanlända i huset.
En av anledningarna till Stallets övertagande var att skolan hade vuxit så pass mycket att den behövde nya lokaler för att få plats med alla elever. Stallets roll blev därmed att inhysa eleverna som gick realskolans sista år. När flytten skedde innebar det att nuvarande Sibirien blev den naturvetenskapliga undervisningens centrum. Hela omställningen gick för totalt en summa av 15 400 kronor. 
Byggnaden i sig är i grund och botten densamma, även om vissa delar har gjorts om. Bland annat så har dubbelporten ut mot Slottet blivit igenmurad, men mycket av det invändiga finns kvar sedan renoveringen 1907 (även den invändiga trappan och dess räcke i koppar och gjutjärn). 
Byggnaden förklarades som byggnadsminne år 2000. Det gamla Landshövdingestallet är en av få byggnader i Örebro som vittnar om hur det såg ut innan den stora branden i Örebro 1854 och är också den enda kvarvarande byggnaden uppförd av Hamilton som har en direkt koppling till Slottet. Stallet är tillsammans med Arbetshuset de bästa minnesmärkena till hur staden såg ut på sena 1700-talet.  

## Bilder

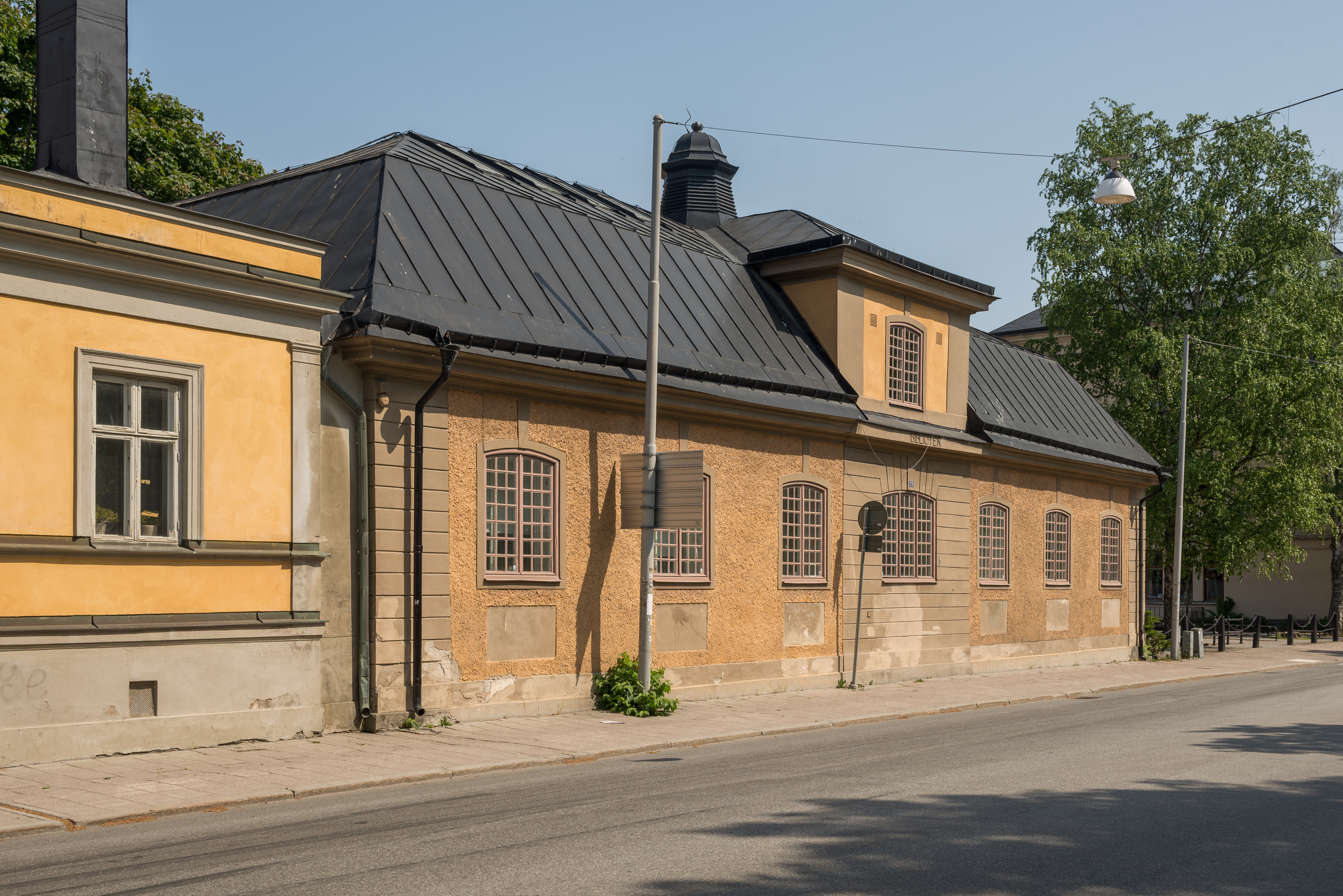
Byggnaden 2014.
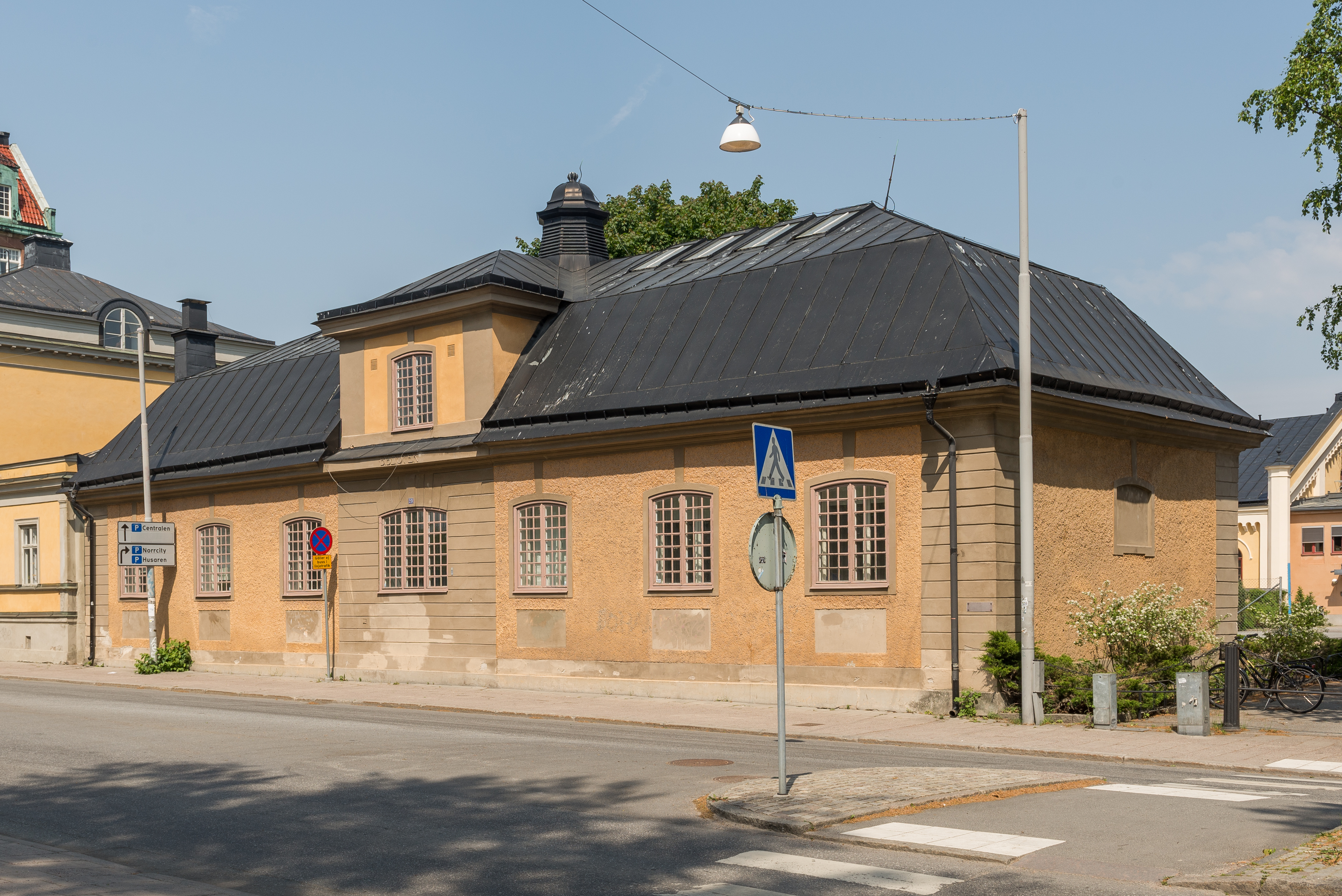
Byggnaden 2014.

### Webbkällor
- Länsstyrelsen

### Skrifter
- Melander, Klas (Maj 1907). Redogörelse För Karolinska Högre Allm. Läroverket I Örebro Läsåret 1906-1907. sid. 65. Läst 4 december 2019